# 大成建設ハウジング
大成建設ハウジング株式会社（たいせいけんせつハウジング、英語: TAISEI HOUSING CORPORATION）は、東京都新宿区に本社を置く大成建設グループの住宅メーカーである。

## 概要
元々は大成建設の住宅部門であった。大成建設の子会社として独立し、2006年に現社名。
鉄筋コンクリート住宅「パルコン」の販売・設計・施工・アフターサービスや戸建住宅、併用住宅（賃貸・店舗・病院・その他）、賃貸専用、多目的住宅を扱う。その他住宅のリフォーム、マンション・一般戸建て住宅のリフォームを行う。
社団法人プレハブ建築協会に加盟。

## 沿革
特に特記なき事項は、企業情報を参照。
- 1969年 - 大成建設が鉄筋コンクリート住宅「パルコン」の販売を開始。
- 1997年11月 - 大成建設と大日本インキ化学工業の共同出資により、ジオウッドを設立。
- 2005年4月 - 大成建設テクノの建材流通・地盤改良事業を承継。商号を大成建設テクノに変更。
- 2006年4月 - 大成建設の住宅事業本部の住宅商品に関する販売施工事業を承継。商号を大成建設ハウジングに変更。
- 2008年 - 大成建設の戸建住宅事業等（住宅事業本部）を吸収分割により承継。大成リビングライフを吸収合併。

## 関連会社
- 大成ハウジング加越
- 大成ハウジング中国
- 大成ハウジング四国